# Старосільська стоянка
Старосільська стоянка — середньопалеолітична багатошарова стоянка в Криму. Розташована у Старосіллі — східній околиці Бахчисарая, в урочищі Канли-Дере.
Пам'ятку досліджували у 1952—1956 рр. і у 1993—1995 рр. Артефакти з кременя: гостроконечники, скребла, листоподібні двобічні вістря, зубчасті й виїмчасті знаряддя, дископодібні та безсистемні нуклеуси. Серед викопної фауни домінує гідрунтиновий кінь (Equus hydruntinus), також є сайгак (Saiga tatarica), олені (Cervus elaphus, Cervus sp.) та ін.
За Олександром Формозовим це стоянка епохи мустьє, на якій люди жили безперервно протягом тисячоліть; кремнева індустрія гомогенна (мустьє з двобічними знаряддями).
Науковою сенсацією стало знайдене 1953 року начебто синхронне стоянці поховання дворічної дитини, яка була визначена як перехідний тип між неандертальцями і Homo sapiens.
За Е. Марксом та його колегами, пам'ятка характеризується таким чином. На стоянці визначено 4 різновікові археологічні шари, які належать до останнього льодовикового періоду (приблизно 100—40 тис. років тому) і групуються у 2 різних типи індустрій: тип Старосілля кримської мікокської традиції (шари 1, 2 і 4) і тип зубчастого середнього палеоліту типу нижнього шару Киїк-Коби (3-й шар).
Славетна «Старосільська дитина» насправді є впускним похованням, здійсненим за мусульманським обрядом у ранньомодерний час, — так само, як і інші поховання людей, відкриті на стоянці в 1990-х рр. Ці поховання, скоріше за все, є частиною кладовища 17—18 ст., давно відомого у гирлі яру Канли-Дере.